# پرسی گرنجر
پرسی آلدریج گرنجر (به انگلیسی: Percy Grainger)(زاده ۸ ژوئیه ۱۸۸۲ –درگذشته ۲۰ فوریه ۱۹۶۱) آهنگساز، تنظیم‌کننده و پیانیست زادهٔ استرالیا بود. او با یک دوره کار طولانی و خلاقانه نقش مهمی در احیای علاقه به موسیقی فولکلور (محلی) بریتانیا در اوایل قرن بیستم ایفا کرد. گرنجر اقتباس‌های زیادی هم از آثار دیگر آهنگ‌سازان داشت. بسیاری از آثارش تجربی و خارق‌العاده بود، با این حال بیشتر با آهنگ رقص محلی باغ‌های روستایی که برای پیانو تنظیم کرده شناخته می‌شود.
گرنجر در سن سیزده سالگی برای شرکت در هنرستان Hoch، فرانکفورت استرالیا را ترک کرد. بین سال‌های ۱۹۰۱ تا ۱۹۱۴ در لندن ساکن شد، و در آنجا خود را ابتدا به عنوان یک پیانیست اجتماعی و سپس نوازندهٔ ارکستر، آهنگ‌ساز و جمع‌آوری کنندهٔ ملودی‌های محلی تثبیت نمود. با افزوده شدن بر شهرتش با بسیاری از چهره‌های مهم موسیقی اروپایی ملاقات کرده و بافردریک دلیوس و ادوارد گریگ دوستی‌های مهمی تشکیل داد. او مدافع موسیقی و فرهنگ سرزمین‌های نوردیک که شور و شوقش‌اش به آن را در نامه‌های خصوصی‌اش بیان کرده شد.
در سال ۱۹۱۴ گرنجر به ایالات متحده مهاجرت کرد و بقیه عمرش را در آنجا زندگی کرد هرچند سفرهای زیادی به اروپا و استرالیا داشت. در طی سال ۱۹۱۷ و ۱۹۱۸ مدت کوتاهی عضو دسته موسیقی نیروی زمینی ایالات متحده آمریکا بود، و در سال ۱۹۱۸ به تابعیت آمریکا درآمد. پس از خودکشی مادرش در سال ۱۹۲۲ به‌طور فزاینده‌ای وارد مسائل آموزشی شد. او هم چنین دستگاه‌های موسیقی را آزمود که امیدوار بود جانشین تفسیر انسانی شوند. در دهه ۱۹۳۰ موزهٔ گرنجر را در شهر محل تولدش، ملبورن، به عنوان یادبود زندگی و کارهایش و آرشیوی برای کارهای تحقیقاتی آینده بنیاد گذاشت. در حالی که پیرتر می‌شد به دادن کنسرت و تجدید نظر و بازآرایی آثار خودش ادامه داده و کمتر آهنگ جدید نوشت. بعد از جنگ جهانی دوم، بیماری سطح فعالیتش را کاهش داده و او خود را شکست‌خورده در نظر می‌گرفت. او در سال ۱۹۶۰ کمتراز یک سال پیش از مرگ خود، آخرین کنسرتش را داد.

## اوایل زندگی

### زمینه خانوادگی

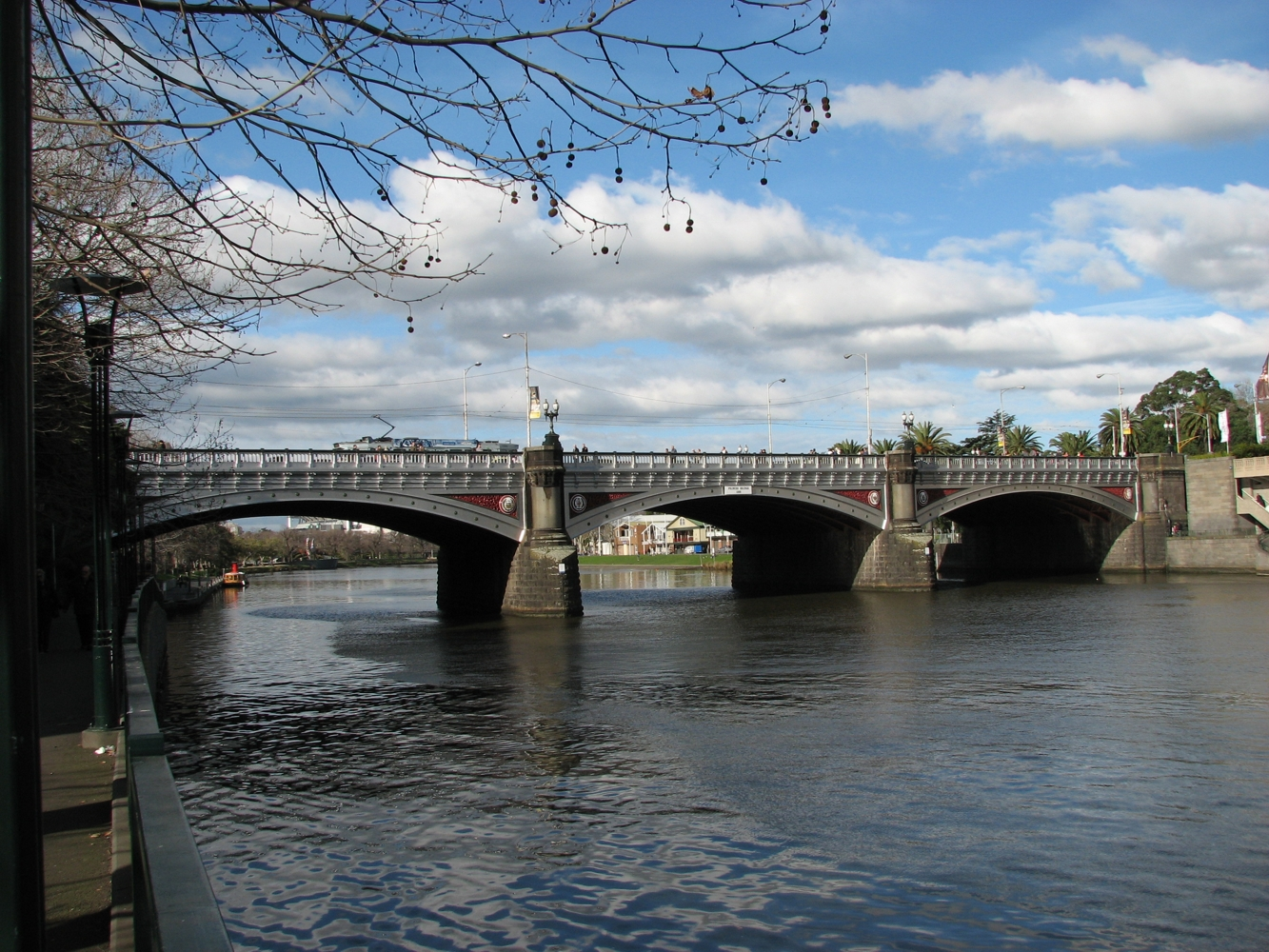
پل پرنسس، ملبورن، توسط جان گرنجر طراحی شد.

جان گرنجر(۱۹۱۷–۱۸۵۴)، پدر پرسی گرنجر، معمار متولد انگلیس بود که در سال ۱۸۷۷ به استرالیا مهاجرت کرد. او به خاطر طراحی پل پرنسس بر روی رود یارا در شهر ملبورن مشهور شد. جان در ماه اکتبر سال ۱۸۸۰ با رُز آنی آلدریج، دختر جرج آلدریج، هتلدار آدلایدی ازدواج کرد. آن‌ها در ایالت جدید، برایتون در حومه ملبورن ساکن شدند و در همان‌جا تنها پسرشان در ۸ ژوئیه ۱۸۸۸ به دنیا آمد. نامش را جرج پرسی گرنجر گذاشتند ولی از همان روزهای اولیه زندگی خانواده‌اش او را پرسی صدا می‌کردند. اخیراً خانه گرنجر در ۳۰۵ ایالت جدید، برایتون با ساختار اصلی و دست‌نخورده‌اش دوباره توسعه یافته‌است.
جان گرنجر هنرمندی کامل با علایق فرهنگی وسیع بود و دوستان فراوانی داشت. از جمله دوستان او دیوید میچل بود، که دخترش هلن بعدها به عنوان سوپرانو اپرا و تحت نام نام نلی ملبا شهرت جهانی کسب کرد. ادعای جان مبنی بر کشف او اثبات نشده‌است، گرچه امکان دارد او را تشویق کرده باشد. جان معتاد به مشروب و زن‌باز بود، رز پس از ازدواج فهمید جان در انگلستان و پیش از آمدن به استرالیا یک فرزند داشته‌است. بی‌بندوباری جان تأثیر زیادی بر روی روابط آن‌ها گذاشت، به ویژه زمانی که رُز اندکی پس از تولد پرسی متوجه شد که از شوهرش نوعی سیفیلیس گرفته‌است. علی‌رغم این مشکل پرسی‌ها تا سال ۱۸۹۰ که جان برای معالجه به انگلستان رفت با هم زندگی کردند. پس از بازگشت او به استرالیا آن‌ها از هم جدا شدند، مسئولیت بزرگ کردن پرسی بر دوش رُز افتاد.  در حالی که جان کارش را به عنوان معمار اصلی ادارهٔ کارهای عامه استرالیای غربی دنبال کرد. او همچنین خانهٔ نلی ملبا، کلبهٔ کومبی، را در کلداستریم طراحی کرد.

### کودکی

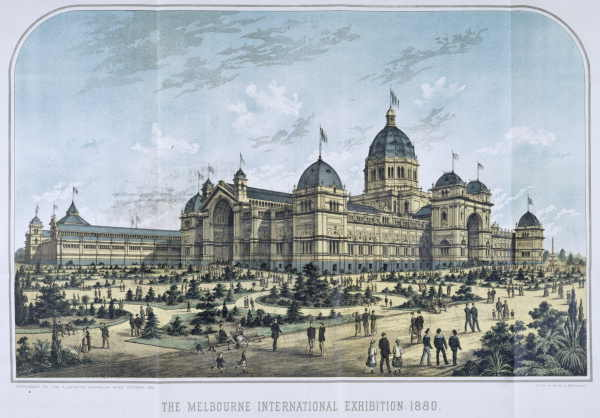
یک لیتوگراف سال ۱۸۸۰ از ساختمان نمایشگاه سلطنتی، ملبورن، محل برگزاری اولین کنسرت‌های پرسی گرنجر در اکتبر ۱۸۹۴

به جز سه ماه تحصیل رسمی در مدرسه به عنوان یک کودک دوازده ساله، که طی آن مورد تمسخر و آزار همکلاسی‌هایش قرار گرفت، پرسی در خانه تحصیل کرد. رُز به عنوان یک خودآموز با حضور نافذ خود، بر مطالعات موسیقی و ادبیات او نظارت کرده و معلمهای دیگری هم برای زبان، هنر و نمایشنامه او گرفت. پرسی از اولین درس‌هایش شیفتهٔ مادام‌العمر فرهنگ اسکاندیناوی شد. او بعدها در مورد زندگیش نوشت:
سرگذشت‌نامه گرتیس قوی‌ترین نفوذ هنری را در زندگی من داشت. او مانند استعداد زودرسش در موسیقی استعداد زیادی هم در هنر بروز داد، چنان‌که معلم‌هایش فکر می‌کردند که او در آینده بیش از موسیقیدان بودن هنرمند خواهد شد. یادگیری پیانو را در سن ده سالگی تحت نظر یک مهاجر آلمانی به نام لوئیس پبتس- که برجسته‌ترین در معلم پیانوی ملبورن بود-شروع کرد. اولین قطعه هنری پرسی با نام «هدیه تولد مادر» در تاریخ ۱۸۹۳ ساخته شد. پبتس اولین کنسرت عمومی گرنجر را در ژوئیه و سپتامبر ۱۸۹۴ در تالار ماسونی ملبورن ترتیب داد. پسر کارهایی از باخ ،بتهوون، شومان واسکارلاتی را اجرا کرده و در مطبوعات ملبورن به گرمی مورد استقبال قرار گرفت.
بعد از اینکه پبتس در پاییز ۱۸۹۴ به اروپا بازگشت، آدلاید بارکیت معلم جدید پیانوی گرنجر، ترتیب شرکت او را در یک سری کنسرت در اکتبر ۱۸۹۴ ساختمان نمایشگاه سلطنتی ملبورن را داد. محل عظیم برگزاری کنسرت پیانیست جوان را ترساند، با این وجود، اجرای او منتقدان را که به او لقب «پدیده‌ای با موهای کتانی رنگ که مثل یک استاد می‌نوازد.» داده بودند را خشنود ساخت. این تحسین عمومی به رُز کمک کرد که تصمیم بگیرد پسرش را به هنرستان Hoch در فرانکفورت آلمان - که توسط ویلیام لاور رئیس بخش مطالعات پیانو در کنسراواتوریوم موسیقی ملبورن به این مؤسسه معرفی شده بود-بفرستد. با اجرای یک کنسرت جمع‌آوری کمک مالی در ملبورن و یک رسیتال نهایی در آدلاید هزینه‌های مالی تأمین شده و در ۲۹ مه۱۹۸۵ مادر و پسر استرالیا را به مقصد اروپا ترک کردند. گرچه گرنجر هرگز به‌طور دائمی به استرالیا برنگشت، اما او احساسات میهن‌پرستانه قابل توجه خود را نسبت به سرزمین مادری‌اش حفظ کرد. و از استرالیایی بودن خود احساس غرور می‌کرد.

## فرانکفورت
در فرانکفورت رُز خود را به عنوان معلم انگلیسی تثبیت کرد. درآمد او با کمک‌های جان گرنجر که ساکن پرت بود تکمیل می‌شد.